# Gustav Malja
Gustav Malja (ur. 4 listopada 1995 w Malmö) – szwedzki kierowca wyścigowy.

## Życiorys

### Niemiecka Formuła Master
Malja rozpoczął karierę w jednomiejscowych samochodach wyścigowych w 2011 roku w ADAC Formuła Master, gdzie z dorobkiem 1 podium ukończył na 13 pozycji. Rok później odgrywał już znaczącą rolę w tej serii. Jeżdżąc w bolidzie Neuhauser Racing w ciągu 23 wyścigów wygrał trzy, a także aż szesnastokrotnie stawał na podium. Zdobycz 307 punktów pozwoliła mu świętować tytuł wicemistrza serii.

### Formuła Renault 2.0
W 2012 roku Malja wystartował gościnnie w edycji zimowej Brytyjska Formuła Renault BARC. Startując w dwóch wyścigach w bolidzie ekipy MGR Motorsport ani jednego nie ukończył. Rok później już rozpoczął stary w Europejskim Pucharze Formuły Renault 2.0 oraz Północnoeuropejskim Pucharze Formuły Renault 2.0. W obu znanych seriach podpisał kontrakt z ekipą mistrzowską - Josef Kaufmann Racing. Z dorobkiem odpowiednio czterech i 98 punktów został sklasyfikowany odpowiednio na dwudziestej i piętnastej pozycji w klasyfikacji generalnej.
W sezonie 2014 Szwed kontynuował współpracę z niemiecką ekipą Josef Kaufmann Racing w Europejskim Pucharze Formuły Renault 2.0 oraz w Północnoeuropejskim Pucharze Formuły Renault 2.0. W edycji europejskiej w ciągu czternastu wyścigów, w których wystartował, uzbierał łącznie 49 punktów. Dało mu to dwunaste miejsce w końcowej klasyfikacji kierowców. W serii północnoeuropejskiej odniósł dwa zwycięstwa i czterokrotnie stawał na podium. Z dorobkiem 193 punktów uplasował się na piątej pozycji w klasyfikacji generalnej.

### Formuła 3
W 2015 roku zaliczył debiut w wyścigach europejskiej edycji Formuły 3. Wystartował gościnnie w zespole Eurointernational podczas francuskiej rundy na ulicznym torze w Pau. Pierwszego startu jednak nie ukończył, natomiast w dwóch kolejnych dojeżdżał dopiero na dwudziestej piątej lokacie.

### Formuła Renault 3.5
W roku 2015 Gustav awansował do Formuły Renault 3.5, gdzie podpisał kontrakt z brytyjskim zespołem Strakka Racing. Szwed sześciokrotnie mieścił się w czołowej szóstce, a podczas startów na torze Hungaroring i Nürburgring stanął na podium, zajmując odpowiednio trzecią i drugą lokatę. W klasyfikacji generalnej zajął 9. miejsce z dorobkiem 79 punktów.

### Seria GP2
W sezonie 2015 zadebiutował w serii GP2. Podczas rundy na belgijskim torze Spa-Francorchamps zastąpił we włoskim zespole Trident Racing Austriaka René Bindera. Szwed zdobył punkt za dziesiątą pozycję w pierwszym starcie. W drugim natomiast spadł na osiemnastą lokatę. Kolejną szansę otrzymał od innej ekipy z Półwyspu Apenińskiego, Rapax. W dwóch ostatnich eliminacjach sezonu zajął fotel Rumuna Roberta Vișoiu. Nie zdobył jednak żadnych punktów, najbliżej celu będąc w sprincie na torze Sakhir, gdzie był trzynasty. W klasyfikacji końcowej uplasował się na 25. pozycji.

## Wyniki

### GP2
| Legenda oznaczeń w tabelach wyników Wyświetl szablon na nowej stronie | Legenda oznaczeń w tabelach wyników Wyświetl szablon na nowej stronie                                                                     |
| Oznaczenie                                                            | Wyjaśnienie |
| --------------------------------------------------------------------- | --- |
| Złoty                                                                 | Zwycięzca lub mistrzostwo |
| Srebrny                                                               | 2. miejsce lub wicemistrzostwo |
| Brązowy                                                               | 3. miejsce lub II wicemistrzostwo |
| Zielony                                                               | Ukończył, punktował (w klasyfikacji generalnej, gdy zdobył co najmniej jeden punkt na przestrzeni sezonu, poza trzema powyższymi opcjami) |
| Niebieski                                                             | Ukończył, nie punktował (w klasyfikacji generalnej, gdy nie zdobył co najmniej jednego punktu na przestrzeni sezonu)                      |
| Czerwony                                                              | Nie zakwalifikował się (NZ) |
| Czerwony                                                              | Nie prekwalifikował się (NPK) |
| Różowy                                                                | Nie ukończył (NU) |
| Różowy                                                                | Niesklasyfikowany (NS) (w klasyfikacji generalnej, gdy nie został sklasyfikowany w żadnym wyścigu sezonu)                                 |
| Czarny                                                                | Zdyskwalifikowany (DK) |
| Czarny                                                                | Wykluczony (WYK/EX) |
| Biały                                                                 | Nie wystartował (NW) |
| Biały                                                                 | Kontuzjowany (K/INJ) |
| Biały                                                                 | Wyścig odwołany (OD/C) |
| Bez koloru                                                            | Został wycofany (WYC/WD) |
| Bez koloru                                                            | Nie przybył (NP/DNA) |
| Bez koloru                                                            | Nie brał udziału w treningach (NT/DNP) |
| Bez koloru                                                            | Nie został zgłoszony (–) |
| Pogrubienie                                                           | Start z pole position |
| Kursywa                                                               | Najszybsze okrążenie wyścigu |
| †                                                                     | Nie ukończył, ale jego rezultat został zaliczony ze względu na przejechanie więcej niż 90% dystansu wyścigu.                              |
| *                                                                     | Sezon w trakcie |
| 1/2/3                                                                 | Punktowana pozycja w sprincie kwalifikacyjnym                                                                                             |
| Lista systemów punktacji Formuły 1                                    | |

| Rok  | Zespół  | Wyniki w poszczególnych eliminacjach | Wyniki w poszczególnych eliminacjach | Wyniki w poszczególnych eliminacjach | Wyniki w poszczególnych eliminacjach | Wyniki w poszczególnych eliminacjach | Wyniki w poszczególnych eliminacjach | Wyniki w poszczególnych eliminacjach | Wyniki w poszczególnych eliminacjach | Wyniki w poszczególnych eliminacjach | Wyniki w poszczególnych eliminacjach | Wyniki w poszczególnych eliminacjach | Wyniki w poszczególnych eliminacjach | Wyniki w poszczególnych eliminacjach | Wyniki w poszczególnych eliminacjach | Wyniki w poszczególnych eliminacjach | Wyniki w poszczególnych eliminacjach | Wyniki w poszczególnych eliminacjach | Wyniki w poszczególnych eliminacjach | Wyniki w poszczególnych eliminacjach | Wyniki w poszczególnych eliminacjach | Wyniki w poszczególnych eliminacjach | Wyniki w poszczególnych eliminacjach | Punkty | Pozycja |
| ---- | ------- | ------------------------------------ | ------------------------------------ | ------------------------------------ | ------------------------------------ | ------------------------------------ | ------------------------------------ | ------------------------------------ | ------------------------------------ | ------------------------------------ | ------------------------------------ | ------------------------------------ | ------------------------------------ | ------------------------------------ | ------------------------------------ | ------------------------------------ | ------------------------------------ | ------------------------------------ | ------------------------------------ | ------------------------------------ | ------------------------------------ | ------------------------------------ | ------------------------------------ | ------ | ------- |
| 2015 |         | BHR                                  | BHR                                  | ESP                                  | ESP                                  | MON                                  | MON                                  | AUT                                  | AUT                                  | GBR                                  | GBR                                  | HUN                                  | HUN                                  | BEL                                  | BEL                                  | ITA                                  | ITA                                  | RUS                                  | RUS                                  | BHR                                  | BHR                                  | ARE                                  |                                      | 1      | 25      |
| 2015 | Trident | -                                    | -                                    | -                                    | -                                    | -                                    | -                                    | -                                    | -                                    | -                                    | -                                    | -                                    | -                                    | 10                                   | 18                                   | -                                    | -                                    | -                                    | -                                    | -                                    | -                                    | -                                    |                                      | 1      | 25      |
| 2015 | Rapax   | -                                    | -                                    | -                                    | -                                    | -                                    | -                                    | -                                    | -                                    | -                                    | -                                    | -                                    | -                                    | -                                    | -                                    | -                                    | -                                    | -                                    | -                                    | 16                                   | 13                                   | 16                                   |                                      | 1      | 25      |
| 2016 | Rapax   | ESP                                  | ESP                                  | MON                                  | MON                                  | AZE                                  | AZE                                  | AUT                                  | AUT                                  | GBR                                  | GBR                                  | HUN                                  | HUN                                  | GER                                  | GER                                  | BEL                                  | BEL                                  | ITA                                  | ITA                                  | MAL                                  | MAL                                  | ARE                                  | ARE                                  | 53     | 13      |
| 2016 | Rapax   | 9                                    | 10                                   | 14                                   | 12                                   | 10                                   | NU                                   | 13                                   | 16                                   | 22                                   | 19                                   | 13                                   | 14                                   | 6                                    | 8                                    | 8                                    | 2                                    | 3                                    | 7                                    | 9                                    | 5                                    | NU                                   | 14                                   | 53     | 13      |

### Formuła Renault 3.5
| Legenda oznaczeń w tabelach wyników Wyświetl szablon na nowej stronie | Legenda oznaczeń w tabelach wyników Wyświetl szablon na nowej stronie                                                                     |
| Oznaczenie                                                            | Wyjaśnienie |
| --------------------------------------------------------------------- | --- |
| Złoty                                                                 | Zwycięzca lub mistrzostwo |
| Srebrny                                                               | 2. miejsce lub wicemistrzostwo |
| Brązowy                                                               | 3. miejsce lub II wicemistrzostwo |
| Zielony                                                               | Ukończył, punktował (w klasyfikacji generalnej, gdy zdobył co najmniej jeden punkt na przestrzeni sezonu, poza trzema powyższymi opcjami) |
| Niebieski                                                             | Ukończył, nie punktował (w klasyfikacji generalnej, gdy nie zdobył co najmniej jednego punktu na przestrzeni sezonu)                      |
| Czerwony                                                              | Nie zakwalifikował się (NZ) |
| Czerwony                                                              | Nie prekwalifikował się (NPK) |
| Różowy                                                                | Nie ukończył (NU) |
| Różowy                                                                | Niesklasyfikowany (NS) (w klasyfikacji generalnej, gdy nie został sklasyfikowany w żadnym wyścigu sezonu)                                 |
| Czarny                                                                | Zdyskwalifikowany (DK) |
| Czarny                                                                | Wykluczony (WYK/EX) |
| Biały                                                                 | Nie wystartował (NW) |
| Biały                                                                 | Kontuzjowany (K/INJ) |
| Biały                                                                 | Wyścig odwołany (OD/C) |
| Bez koloru                                                            | Został wycofany (WYC/WD) |
| Bez koloru                                                            | Nie przybył (NP/DNA) |
| Bez koloru                                                            | Nie brał udziału w treningach (NT/DNP) |
| Bez koloru                                                            | Nie został zgłoszony (–) |
| Pogrubienie                                                           | Start z pole position |
| Kursywa                                                               | Najszybsze okrążenie wyścigu |
| †                                                                     | Nie ukończył, ale jego rezultat został zaliczony ze względu na przejechanie więcej niż 90% dystansu wyścigu.                              |
| *                                                                     | Sezon w trakcie |
| 1/2/3                                                                 | Punktowana pozycja w sprincie kwalifikacyjnym                                                                                             |
| Lista systemów punktacji Formuły 1                                    | |

| Rok  | Zespół         | Wyniki w poszczególnych eliminacjach | Wyniki w poszczególnych eliminacjach | Wyniki w poszczególnych eliminacjach | Wyniki w poszczególnych eliminacjach | Wyniki w poszczególnych eliminacjach | Wyniki w poszczególnych eliminacjach | Wyniki w poszczególnych eliminacjach | Wyniki w poszczególnych eliminacjach | Wyniki w poszczególnych eliminacjach | Wyniki w poszczególnych eliminacjach | Wyniki w poszczególnych eliminacjach | Wyniki w poszczególnych eliminacjach | Wyniki w poszczególnych eliminacjach | Wyniki w poszczególnych eliminacjach | Wyniki w poszczególnych eliminacjach | Wyniki w poszczególnych eliminacjach | Wyniki w poszczególnych eliminacjach | Punkty | Pozycja |
| ---- | -------------- | ------------------------------------ | ------------------------------------ | ------------------------------------ | ------------------------------------ | ------------------------------------ | ------------------------------------ | ------------------------------------ | ------------------------------------ | ------------------------------------ | ------------------------------------ | ------------------------------------ | ------------------------------------ | ------------------------------------ | ------------------------------------ | ------------------------------------ | ------------------------------------ | ------------------------------------ | ------ | ------- |
| 2015 | Strakka Racing | ARA                                  | ARA                                  | MON                                  | BEL                                  | BEL                                  | HUN                                  | HUN                                  | AUT                                  | AUT                                  | UK                                   | UK                                   | DEU                                  | DEU                                  | FRA                                  | FRA                                  | JER                                  | JER                                  | 79     | 9       |
| 2015 | Strakka Racing | 10                                   | 20                                   | NU                                   | 8                                    | 14                                   | 10                                   | 3                                    | 7                                    | 7                                    | 6                                    | 8                                    | 8                                    | 2                                    | 11                                   | 9                                    | 11                                   | 5                                    | 79     | 9       |

### Podsumowanie
| Sezon | Seria                                          | Zespół                | Wyścigi | Zwycięstwa | PP | NO | Podium | Punkty | Pozycja |
| ----- | ---------------------------------------------- | --------------------- | ------- | ---------- | -- | -- | ------ | ------ | ------- |
| 2011  | Formuła ADAC Master                            | Neuhauser Racing      | 24      | 0          | 0  | 0  | 1      | 69     | 13      |
| 2012  | Formuła ADAC Master                            | Neuhauser Racing      | 23      | 3          | 1  | 9  | 16     | 307    | 2       |
| 2012  | Brytyjska Formuła Renault BARC (edycja zimowa) | MGR Motorsport        | 2       | 0          | 0  | 0  | 0      | 0      | NS      |
| 2013  | Europejski Puchar Formuły Renault 2.0          | Josef Kaufmann Racing | 14      | 0          | 0  | 0  | 0      | 4      | 20      |
| 2013  | Północnoeuropejski Puchar Formuły Renault 2.0  | Josef Kaufmann Racing | 8       | 0          | 0  | 0  | 2      | 98     | 15      |
| 2014  | Europejski Puchar Formuły Renault 2.0          | Josef Kaufmann Racing | 14      | 0          | 0  | 0  | 0      | 49     | 12      |
| 2014  | Północnoeuropejski Puchar Formuły Renault 2.0  | Josef Kaufmann Racing | 14      | 2          | 1  | 2  | 4      | 193    | 5       |
| 2015  | Formuła Renault 3.5                            | Strakka Racing        | 17      | 0          | 0  | 0  | 2      | 79     | 9       |
| 2015  | Europejska Formuła 3                           | EuroInternational     | 3       | 0          | 0  | 0  | 0      | 0      | –       |
| 2015  | Seria GP2                                      | Trident               | 5       | 0          | 0  | 0  | 0      | 1      | 25      |
| 2016  | Seria GP2                                      | Rapax                 | 22      | 0          | 0  | 0  | 2      | 53     | 13      |